# Pfuri, Gorps & Kniri
Pfuri, Gorps & Kniri was een Zwitsers muzikaal trio.

## Biografie
De groep werd in 1974 gesticht door Pfuri Baldenweg, Anthony "Gorps" Fischer en Peter "Kniri" Knaus. Het handelsmerk van de band was het maken van muziek met alledaagse voorwerpen, zoals grasmaaiers, vuilnisbak, plastieken zakken, muizenvallen en tuinslangen. Dit gaf een onderscheidend geluid en was ook een verwijzing naar de wegwerpmaatschappij. In 1979 nam het drietal samen met Peter, Sue & Marc deel aan de Zwitserse preselectie voor het Eurovisiesongfestival. Met het nummer Trödler & Co. wonnen ze de finale, waardoor ze Zwitserland mochten vertegenwoordigen op het Eurovisiesongfestival 1979 in Jeruzalem. Daar eindigden ze op de tiende plek. In 1981 verscheen er een langspeelfilm over het trio: Pfuri, Gorps & Kniri im Hotel.
1956: Lys Assia + Lys Assia · 
1957: Lys Assia · 
1958: Lys Assia · 
1959: Christa Williams · 
1960: Anita Traversi · 
1961: Franca di Rienzo · 
1962: Jean Philippe · 
1963: Esther Ofarim · 
1964: Anita Traversi · 
1965: Yovanna · 
1966: Madeleine Pascal · 
1967: Géraldine · 
1968: Gianni Mascolo · 
1969: Paola · 
1970: Henri Dès · 
1971: Peter, Sue & Marc · 
1972: Véronique Müller · 
1973: Patrick Juvet · 
1974: Piera Martell · 
1975: Simone Drexel · 
1976: Peter, Sue & Marc · 
1977: Pepe Lienhard Band · 
1978: Carole Vinci · 
1979: Peter, Sue & Marc & Pfuri, Gorps & Kniri · 
1980: Paola · 
1981: Peter, Sue & Marc · 
1982: Arlette Zola · 
1983: Mariella Farré · 
1984: Rainy Day · 
1985: Mariella Farré & Pino Gasparini · 
1986: Daniela Simmons · 
1987: Carol Rich · 
1988: Céline Dion · 
1989: Furbaz · 
1990: Egon Egemann · 
1991: Sandra Simó · 
1992: Daisy Auvray · 
1993: Annie Cotton · 
1994: Duilio · 
1996: Kathy Leander · 
1997: Barbara Berta · 
1998: Gunvor · 
2000: Jane Bogaert · 
2002: Francine Jordi · 
2004: Piero Esteriore & The MusicStars · 
2005: Vanilla Ninja · 
2006: Six4one · 
2007: DJ BoBo · 
2008: Paolo Meneguzzi · 
2009: Lovebugs · 
2010: Michael von der Heide · 
2011: Anna Rossinelli · 
2012: Sinplus · 
2013: Takasa · 
2014: Sebalter · 
2015: Mélanie René · 
2016: Rykka · 
2017: Timebelle · 
2018: ZiBBZ · 
2019: Luca Hänni · 
2021: Gjon's Tears · 
2022: Marius Bear · 
2023: Remo Forrer · 
2024: Nemo · 
2025: Zoë Më